# Élections régionales de 2013 en Basse-Saxe
Les élections régionales de 2013 en Basse-Saxe (en allemand : Landtagswahl im Niedersachsen 2013) se tiennent le 20 janvier 2013, afin d'élire les 135 députés de la 17e législature du Landtag, pour un mandat de cinq ans. Du fait de la loi électorale, 137 députés sont élus.
Le scrutin est marqué par une nouvelle victoire de la CDU du ministre-président David McAllister, dont la majorité relative est cependant amoindrie. Toutefois, le SPD du bourgmestre de Hanovre Stephan Weil est en mesure de s'associer avec les Grünen. Il forme alors une « coalition rouge-verte » qui renvoie le centre droit dans l'opposition.

## Contexte
Lors des élections régionales du 27 janvier 2008, l'Union chrétienne-démocrate d'Allemagne (CDU) du ministre-président d'alors, Christian Wulff remporte 42,5 % des voix, en recul de cinq points. Elle assure son maintien au pouvoir par la reconduction de la « coalition noire-jaune » qui l'associe au Parti libéral-démocrate (FDP), qui obtient 8,2 % des suffrages exprimés.
À l'inverse, le Parti social-démocrate d'Allemagne (SPD) est maintenu dans l'opposition où il siège depuis cinq ans. Il se contente de 30,3 % des voix, son plus mauvais résultat historique. Alors que l'Alliance 90 / Les Verts (Grünen) est stable avec 8 % des suffrages, le parti de gauche radicale Die Linke poursuit son ascension en totalisant 7,1 %. Conjointement à la Hesse le même jour, il fait pour la première fois son entrée dans un Landtag de l'ancienne Allemagne de l'Ouest.
Le 30 juin 2010, Christian Wulff est élu président fédéral d'Allemagne par l'Assemblée fédérale, sur proposition de la chancelière fédérale Angela Merkel. Dès le lendemain, le Landtag le remplace par David McAllister, président du groupe parlementaire et de la fédération régionale de l'Union chrétienne-démocrate, qui maintient l'alliance avec le Parti libéral-démocrate.

## Mode de scrutin
Le Landtag est constitué de 135 députés (en allemand : Mitglied des Landtags, MdL), élus pour une législature de cinq ans au suffrage universel direct et suivant le scrutin proportionnel d'Hondt.
Chaque électeur dispose de deux voix : la première lui permet de voter pour un candidat de sa circonscription, selon les modalités du scrutin uninominal majoritaire à un tour, le Land comptant un total de 87 circonscriptions ; la seconde voix lui permet de voter en faveur d'une liste de candidats présentée par un parti au niveau du Land.
Lors du dépouillement, l'intégralité des 135 sièges est répartie en fonction des secondes voix récoltées, à condition qu'un parti ait remporté 5 % des voix au niveau du Land. Si un parti a remporté des mandats au scrutin uninominal, ses sièges sont d'abord pourvus par ceux-ci.
Dans le cas où un parti obtient plus de mandats au scrutin uninominal que la proportionnelle ne lui en attribue, la taille du Landtag est augmentée jusqu'à rétablir la proportionnalité.

## Campagne

### Principaux partis
| Parti | Parti                                                                              | Chef de file                                 | Résultat en 2008           |
| ----- | ---------------------------------------------------------------------------------- | -------------------------------------------- | -------------------------- |
|       | Union chrétienne-démocrate d'Allemagne Christlich Demokratische Union Deutschlands | David McAllister (Ministre-président)        | 42,5 % des voix 68 députés |
|       | Parti social-démocrate d'Allemagne Sozialdemokratische Partei Deutschlands         | Stephan Weil (Bourgmestre de Hanovre)        | 30,3 % des voix 48 députés |
|       | Parti libéral-démocrate Freie Demokratische Partei                                 | Stefan Birkner (Ministre de l'Environnement) | 8,2 % des voix 13 députés  |
|       | Alliance 90 / Les Verts Bündnis 90/Die Grünen                                      | Anja Piel                                    | 8,0 % des voix 12 députés  |
|       | Die Linke                                                                          | Manfred Sohn                                 | 7,1 % des voix 11 députés  |

### Sondages
| Institut  | Date       | CDU    | SPD    | Verts  | FDP   | Linke |
| --------- | ---------- | ------ | ------ | ------ | ----- | ----- |
| Institut  | Date       |        |        |        |       |       |
| GMS       | 17.01.2013 | 41,0 % | 33,0 % | 13,0 % | 5,0 % | 3,0 % |
| Info GmbH | 12.01.2013 | 38,0 % | 31,5 % | 14,5 % | 4,5 % | 6,0 % |
| Infratest | 10.01.2013 | 40,0 % | 33,0 % | 13,0 % | 5,0 % | 3,0 % |
| GMS       | 10.01.2013 | 41,0 % | 33,0 % | 13,0 % | 5,0 % | 3,0 % |
| FgW       | 10.01.2013 | 39,0 % | 33,0 % | 13,0 % | 5,0 % | 3,0 % |
| Infratest | 03.01.2013 | 40,0 % | 34,0 % | 13,0 % | 4,0 % | 3,0 % |
| INFO GmbH | 22.12.2012 | 38,5 % | 33,0 % | 12,5 % | 3,5 % | 4,0 % |
| FGW       | 06.12.2012 | 39,0 % | 32,0 % | 13,0 % | 4,0 % | 4,0 % |
| GMS       | 04.12.2012 | 41,0 % | 32,0 % | 13,0 % | 4,0 % | 3,0 % |
| Infratest | 08.11.2012 | 41,0 % | 34,0 % | 13,0 % | 3,0 % | 3,0 % |
| Infratest | 20.09.2012 | 37,0 % | 33,0 % | 15,0 % | 3,0 % | 4,0 % |
| Forsa     | 24.07.2012 | 38,0 % | 33,0 % | 11,0 % | 4,0 % | 4,0 % |
| YouGov    | 19.07.2012 | 31,0 % | 35,0 % | 14,0 % | 4,0 % | 5,0 % |

## Résultats

### Voix et sièges
|                                   | Union chrétienne-démocrate d'Allemagne (CDU)      | Union chrétienne-démocrate d'Allemagne (CDU)      | 1 519 182 | 42,57 | 54        | 14            | 1 287 549 | 36,01 | 0  | 54  | 14            |  |  |  |
|                                   | Parti social-démocrate d'Allemagne (SPD)          | Parti social-démocrate d'Allemagne (SPD)          | 1 341 991 | 37,61 | 33        | 14            | 1 165 419 | 32,60 | 16 | 49  | 1             |  |  |  |
|                                   | Alliance 90 / Les Verts (Grünen)                  | Alliance 90 / Les Verts (Grünen)                  | 373 249   | 10,46 | 0         | en stagnation | 489 473   | 13,69 | 20 | 20  | 8             |  |  |  |
|                                   | Parti libéral-démocrate (FDP)                     | Parti libéral-démocrate (FDP)                     | 118 556   | 3,32  | 0         | en stagnation | 354 970   | 9,93  | 14 | 14  | 1             |  |  |  |
|                                   | Die Linke (Linke)                                 | Die Linke (Linke)                                 | 110 525   | 3,10  | 0         | en stagnation | 112 212   | 3,14  | 0  | 0   | 11            |  |  |  |
|                                   | Parti des pirates (PIRATEN)                       | Parti des pirates (PIRATEN)                       | 52 959    | 1,48  | 0         | Nv.           | 75 603    | 2,11  | 0  | 0   | Nv.           |  |  |  |
|                                   | Électeurs libres (FW)                             | Électeurs libres (FW)                             | 39 132    | 1,10  | 0         | en stagnation | 39 714    | 1,11  | 0  | 0   | en stagnation |  |  |  |
|                                   | Parti national-démocrate d'Allemagne (NPD)        | Parti national-démocrate d'Allemagne (NPD)        | 6 978     | 0,20  | 0         | en stagnation | 29 449    | 0,82  | 0  | 0   | en stagnation |  |  |  |
|                                   | La Liberté (Die Freiheit)                         | La Liberté (Die Freiheit)                         | 1 322     | 0,04  | 0         | Nv.           | 11 873    | 0,33  | 0  | 0   | Nv.           |  |  |  |
|                                   | Parti des chrétiens respectueux de la Bible (PBC) | Parti des chrétiens respectueux de la Bible (PBC) | 858       | 0,02  | 0         | en stagnation | 5 676     | 0,16  | 0  | 0   | en stagnation |  |  |  |
|                                   | Autres                                            | Autres                                            | 3 851     | 0,11  | 0         | en stagnation | 11 962    | 0,33  | 0  | 0   | en stagnation |  |  |  |
|                                   |                                                   |                                                   |           |       |           |               |           |       |    |     |               |  |  |  |
| Votes valides                     | Votes valides                                     | Votes valides                                     | 3 568 579 | 98,57 |           |               | 3 574 900 | 98,75 |    |     |               |  |  |  |
| Votes blancs et nuls              | Votes blancs et nuls                              | Votes blancs et nuls                              | 51 855    | 1,43  | 45 334    | 1,25          |           |       |    |     |               |  |  |  |
| Total                             | Total                                             | Total                                             | 3 620 434 | 100   | 87        | –             | 3 620 434 | 100   | 50 | 137 | 15            |  |  |  |
| Abstentions                       | Abstentions                                       | Abstentions                                       | 2 477 263 | 42,90 |           |               | 2 477 263 | 42,90 |    |     |               |  |  |  |
| Nombre d'inscrits / participation | Nombre d'inscrits / participation                 | Nombre d'inscrits / participation                 | 6 097 697 | 59.37 | 6 097 697 | 59.37         |           |       |    |     |               |  |  |  |

### Analyse

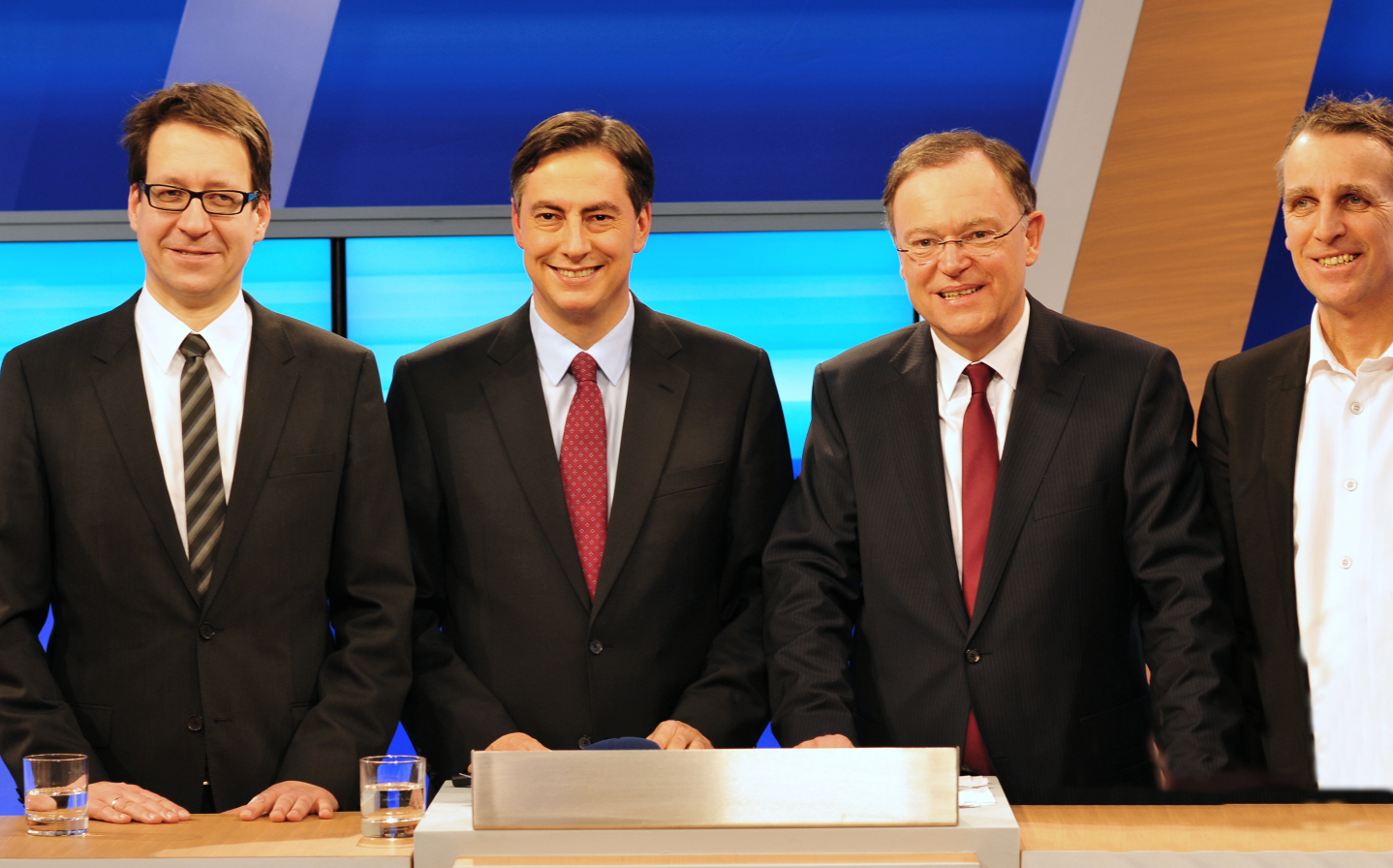
McAllister, Weil, Birkner et Stefan Wenzel lors de la soirée électorale.

Après une soirée électorale incertaine, la Basse-Saxe rebascule au centre gauche, les électeurs mettant de justesse un terme à dix années de pouvoir du centre droit.
Les deux partis au gouvernement réalisent un score inverse aux pronostics des sondages. La CDU connaît une forte perte, supérieure à six points, et retrouve ses niveaux des années 1990. Le FDP réalise son meilleur score historique, ratant de peu la barre symbolique des 10 %. Cette poussée n'est cependant pas suffisante pour garantir, à un siège près, la majorité absolue à la « coalition noire-jaune ».
À gauche, le SPD enraye sa chute entamée en 2003 mais ne se rétablit que très peu, gagnant seulement deux points et un député. La victoire est surtout le fait des Grünen, qui réalisent à la fois la meilleure progression du scrutin, leur meilleur score historique et le deuxième meilleur score pour le troisième parti du Landtag. La Linke est la seule à ne pas profiter de cette poussée de gauche, puisqu'elle tombe nettement sous les 5 % et perd donc son groupe parlementaire. Quant aux Piraten, ils se contentent de 2 % et échouent à entrer au Landtag, ce qui met un terme à leur émergence entamée depuis quatre scrutins.

### Conséquences
Après avoir formé une « coalition rouge-verte » bénéficiant de l'exacte majorité absolue, Stephan Weil est investi le 19 février 2013 ministre-président et forme un gouvernement de neuf ministres.